# Annagrete Lehmann

Annagrete Lehmann

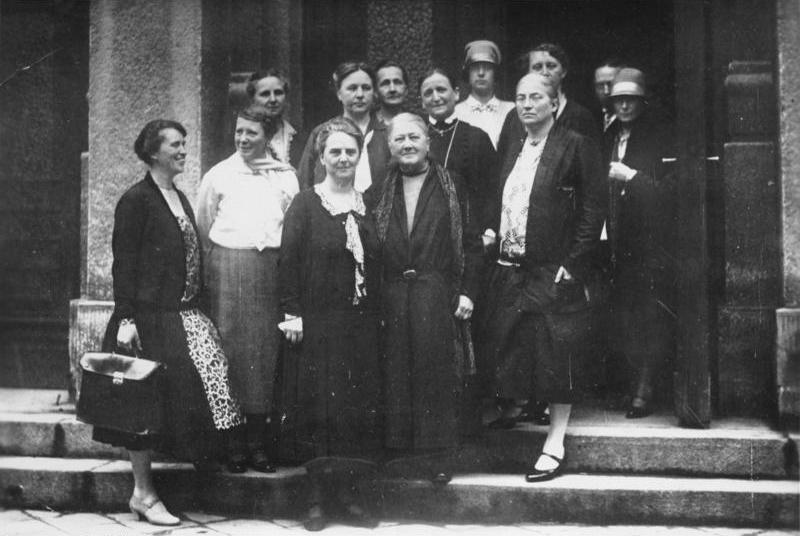
Auf einem DNVP-Parteitag in Königsberg, von links: Elsa Hielscher-Panten, Else von Sperber, Annagrete Lehmann, dahinter Magdalene von Tiling, Margarete Behm, dahinter Therese Deutsch, Helene Freifrau von Watter, Paula Müller-Otfried, dahinter Ulrike Scheidel

Annagrete Lehmann (* 10. September 1877 in Lüneburg; † 7. August 1954 in Berlin) war eine deutsche Pädagogin und Politikerin (DNVP).

## Leben und Beruf
Lehmann war die Tochter des Oberbahnhofsvorstehers Albert Lehmann. Nach dem Besuch der Höheren Mädchenschule in Berlin absolvierte sie das Lehrerinnenseminar an der Königlichen Augustaschule in Berlin-Steglitz, das sie 1898 mit der Lehrerinnenprüfung abschloss. Anschließend arbeitete sie bis 1907 als Lehrerin an einer Berliner Privatschule. Sie bestand die Schulvorsteherprüfung, war seit 1908 als ordentliche Lehrerin an der Königlichen Augustaschule tätig und absolvierte ein Studium in den Fächern Deutsch und Geographie, das sie 1913 mit dem Staatsexamen beendete. Seit 1915 wurde sie als Studienrätin im Dienst der Königlichen bzw. Staatlichen Augustaschule beschäftigt.

## Abgeordnete
Lehmann war von 1921 bis 1928 Mitglied des Preußischen Landtages. Bei der Reichstagswahl im Mai 1928 wurde sie in den Deutschen Reichstag gewählt, dem sie bis 1933 angehörte. Sie war Vorsitzende des Reichsfrauenausschusses der DNVP.